# Львівський обласний комітет ЛКСМУ
Львівський обласний комітет ЛКСМУ (комсомолу) — орган управління Львівською обласною комсомольською організацією Ле́нінської Комуністи́чної Спі́лки Мо́лоді Украї́ни (ЛКСМУ) (1939–1991 роки). Львівська  область утворена 27 листопада 1939 року.

## Перші секретарі обласного комітету (обкому) комсомолу
- листопад 1939 — червень 1941 — Алексеєнко Олександр Григорович
- 1944 — 1945 (оф.1946) — Алексеєнко Олександр Григорович
- затв. травень 1946 — серпень 1946 — Остапенко Андрій Маркіянович
- затв. серпень 1946 — 27 грудня 1946 — Шевель Георгій Георгійович
- 27 грудня 1946 — лютий 1950 — Чирва Іван Сергійович
- лютий 1950 — 13 червня 1955 — Фольварочний Іліодор Онуфрійович
- 13 червня 1955 — липень 1960 — Кулик Володимир Васильович
- липень 1960 — січень 1963 — Мусієвський Роман Андрійович
- січень 1963 — грудень 1964 (промисловий) — Мусієвський Роман Андрійович
- січень 1963 — грудень 1964 (сільський) — Дурдинець Василь Васильович
- грудень 1964 — 1966 — Дурдинець Василь Васильович
- 1966 — 1971 — Котик Богдан Дмитрович
- 1971 — 1974 — Окпиш Всеволод Богданович
- 1974 — 1977 — Шпильков Микола Леонідович
- 1977 — грудень 1982 — Жипа Володимир Миколайович
- грудень 1982 — лютий 1986 — Бабійчук Олександр Васильович
- лютий 1986 — 15 вересня 1989 — Ковальчук Віктор Миколайович
- 15 вересня 1989 — 1990 — Шлапак Олександр Віталійович
- 1990 — серпні 1991 — Феколкін Юрій Олександрович